# Малиновка (Нижнедевицкий район)
Малиновка — хутор в Нижнедевицком районе Воронежской области.
Входит в состав Андреевского сельского поселения.

## География

### Улицы
- ул. Лесная